# 파나텐 축제
파나텐 축제(영어: Panathenaic festival)는 여신 아테나에게 드리는 제전이다. 고대 아테나이에서 매년 거행되어, 4년마다 대제전이 있고, 스포츠, 음악, 승마 따위의 경기 대회가 열렸다. 경기의 수가 많았기에 대개 일주일 조금 넘게 지속되었다. 아테나를 위해 자수한 페플로스를 입은 여성들이 아크로폴리스를 향해 나가는 행렬이 행해졌다. 